# Homo faber
Homo faber е латински израз, създаден по подобие на Homo sapiens, който буквално означава „човек ковач“ (на инструменти, на щастието си, на съдбата си), „трудещо се човешко същество“. Словосъчетанието се среща често във философската книжнина, за да обозначи хората като творци на своята среда, като произвеждащи инструменти същества. В този смисъл е употребено у Бенджамин Франклин и впоследствие цитирано в „Капиталът“ на Карл Маркс. Използват го и го утвърждават мислители като Анри Бергсон, Хана Аренд и други.
В антропологията homo faber е работещият човек за разлика от homo ludens – човекът, който играе.